# Графство Мьорс
Графството Мьорс (на немски: Grafschaft Moers) е историческа територия, графство на Свещената Римска империя в Северен Рейн-Вестфалия от 1186 до 1797/1801 г. От 1706 г. е княжество. Столица е дворец Мьорс.

## История
Първият споменат в документи е управляващ граф Дитрих фон Мьорс († сл. 1191). Графството Мьорс от 1493 г. се управлява от род Вид, от 1519 г. от Нойенар, от 1600 г. от Насау-Орания, от 1702 г. от династията Хоенцолерн в Бранденбург-Прусия.
Последният граф е Вилхелм III Орански от 1650 до 1702 г. След това графството Мьорс е поето (1707 – 1713) от Фридрих I от Бранденбург-Прусия. Фридрих Вилхелм III е последният граф на Мьорс (1797 – 1801).
От 1798 до 1813 г. Графството Мьорс е в департамент Рур на Първата Френска империя.